# Pierre-Marc Bouchard
Pierre-Marc Bouchard, född 27 april 1984 i Sherbrooke i Québec, är en fransk-kanadensisk professionell ishockeyspelare som spelar för EV Zug i NLA. Han har tidigare spelat för Minnesota Wild och New York Islanders i NHL.
Bouchard valdes som 8:e spelare totalt i 2002 års NHL-draft. Pierre-Marc Bouchard skulle komma att göra sin NHL-debut för Minnesota säsongen 2002–03, då han svarade för 7 mål och 20 poäng på 50 spelade matcher. Under NHL-lockouten 2004–05 representerade han Minnesotas farmarlag i AHL, Houston Aeros, där han var en av lagets viktigaste spelare. De påföljande säsongerna har Bouchard bevisat att han är en skicklig offensiv spelare. Hans hittills främsta är från säsongen 2007–08 då han noterades för 13 mål och 50 assist för totalt 63 poäng på 81 spelade matcher. Han bär tröjnummer 96.
Pierre-Marcs yngre bror François Bouchard är även han ishockeyspelare och spelar för Södertälje SK.